# Campioni italiani assoluti di atletica leggera indoor - 60 metri piani maschili
Questa pagina raccoglie un elenco di tutti i campioni italiani dell'atletica leggera nei 60 metri piani indoor, specialità introdotta nella manifestazione sin dalla sua prima edizione del 1970 e attualmente facente parte del programma dei campionati.

## Albo d'oro
| Anno | Atleta (società)                                       | Prestazione |
| ---- | ------------------------------------------------------ | ----------- |
| 1970 | Pasqualino Abeti Unipol Reggio Emilia                  | 6"7(m)      |
| 1971 | Vincenzo Guerini Centro Sportivo Aeronautica Militare  | 6"9(m)      |
| 1972 | Vittorio Roscio CUS Torino                             | 6"7(m)      |
| 1973 | Vincenzo Guerini Atletica Bergamo 1959                 | 6"6(m)      |
| 1974 | Dominique Chauvelot Francia                            | 6"67        |
| 1975 | Luciano Caravani Gruppo Sportivo Fiamme Oro            | 6"79        |
| 1976 | Pietro Mennea Atletica Rieti                           | 6"71        |
| 1977 | Steve Riddick Stati Uniti d'America                    | 6"66        |
| 1978 | Vincenzo Guerini SNIA Milano                           | 6"79        |
| 1979 | Franco Zucchini Fiat Brescia                           | 6"73        |
| 1980 | Gianfranco Lazzer Gruppo Sportivo Fiamme Oro           | 6"74        |
| 1981 | Franco Zucchini Gruppo Sportivo Fiamme Oro             | 6"78        |
| 1982 | Giovanni Grazioli Gruppi Sportivi Fiamme Gialle        | 6"71        |
| 1983 | Giovanni Grazioli Gruppi Sportivi Fiamme Gialle        | 6"68        |
| 1984 | Antonio Ullo Gruppi Sportivi Fiamme Gialle             | 6"72        |
| 1985 | Pierfrancesco Pavoni Gruppi Sportivi Fiamme Gialle     | 6"74        |
| 1986 | Antonio Ullo Gruppi Sportivi Fiamme Gialle             | 6"69        |
| 1987 | Pierfrancesco Pavoni Pro Patria Freedent Milano        | 6"61        |
| 1988 | Antonio Ullo Gruppi Sportivi Fiamme Gialle             | 6"20        |
| 1989 | Antonio Ullo Gruppi Sportivi Fiamme Gialle             | 6"69        |
| 1990 | Antonio Ullo Gruppi Sportivi Fiamme Gialle             | 6"72        |
| 1991 | Andrea Amici Centro Sportivo Carabinieri               | 6"76        |
| 1992 | Ezio Madonia Gruppi Sportivi Fiamme Gialle             | 6"68        |
| 1993 | Andrea Amici Centro Sportivo Carabinieri               | 6"69        |
| 1994 | Alessandro Orlandi Gruppo Sportivo Fiamme Azzurre      | 6"76        |
| 1995 | Stefano Tilli Snam Gas Metano                          | 6"66        |
| 1996 | Stefano Tilli Snam Gas Metano                          | 6"69        |
| 1997 | Giovanni Puggioni Gruppi Sportivi Fiamme Gialle        | 6"69        |
| 1998 | Francesco Scuderi Gruppo Sportivo Fiamme Azzurre       | 6"63        |
| 1999 | Andrea Rabino Centro Sportivo Carabinieri              | 6"73        |
| 2000 | Stefano Tilli Snam                                     | 6"61        |
| 2001 | Francesco Scuderi Gruppo Sportivo Fiamme Azzurre       | 6"67        |
| 2002 | Francesco Scuderi Gruppo Sportivo Fiamme Azzurre       | 6"66        |
| 2003 | Andrea Rabino Centro Sportivo Carabinieri              | 6"67        |
| 2004 | Simone Collio Gruppi Sportivi Fiamme Gialle            | 6"64        |
| 2005 | Simone Collio Gruppi Sportivi Fiamme Gialle            | 6"63        |
| 2006 | Francesco Scuderi Gruppo Sportivo Fiamme Azzurre       | 6"69        |
| 2007 | Massimiliano Donati Gruppi Sportivi Fiamme Gialle      | 6"62        |
| 2008 | Giovanni Tomasicchio Amatori Atletica Acquaviva        | 6"73        |
| 2009 | Simone Collio Gruppi Sportivi Fiamme Gialle            | 6"63        |
| 2010 | Jacques Riparelli Centro Sportivo Aeronautica Militare | 6"76        |
| 2011 | Michael Tumi Centro Sportivo Aeronautica Militare      | 6"71        |
| 2012 | Michael Tumi Centro Sportivo Aeronautica Militare      | 6"64        |
| 2013 | Michael Tumi Gruppo Sportivo Fiamme Oro                | 6"51        |
| 2014 | Fabio Cerutti Gruppi Sportivi Fiamme Gialle            | 6"68        |
| 2015 | Delmas Obou Gruppi Sportivi Fiamme Gialle              | 6"66        |
| 2016 | Michael Tumi Gruppo Sportivo Fiamme Oro                | 6"68        |
| 2017 | Massimiliano Ferraro Atletica Riccardi                 | 6"64        |
| 2018 | Michael Tumi Gruppo Sportivo Fiamme Oro                | 6"70        |
| 2019 | Luca Lai Atletica Cento Torri Pavia                    | 6"71        |
| 2020 | Filippo Tortu Gruppi Sportivi Fiamme Gialle            | 6"60        |
| 2021 | Marcell Jacobs Gruppo Sportivo Fiamme Oro              | 6"55        |
| 2022 | Marcell Jacobs Gruppo Sportivo Fiamme Oro              | 6"55        |
| 2023 | Samuele Ceccarelli Atletica Firenze Marathon           | 6"54        |
| 2024 | Chituru Ali Gruppi Sportivi Fiamme Gialle              | 6"57        |